# Boxe nos Jogos Olímpicos de Verão de 1956
O boxe nos Jogos Olímpicos de Verão de 1956 foi realizado em Melbourne, na Austrália, entre 23 de novembro e 1 de dezembro. Dez eventos foram disputados com 161 competidores de 34 países.

## Eventos do boxe
Masculino: Peso mosca | Peso galo | Peso pena | Peso leve | Peso meio-médio-ligeiro | Peso meio-médio | Peso super-médio | Peso médio | Peso meio-pesado | Peso pesado

## Peso mosca (até 51 kg)
| Pos. | País               | Atletas         |
| ---- | ------------------ | --------------- |
|      | Grã-Bretanha (GBR) | Terence Spinks  |
|      | Romênia (ROM)      | Mircea Dobrescu |
|      | Irlanda (IRL)      | John Caldwell   |
|      | França (FRA)       | René Libeer     |

| Primeira fase (23 de novembro)    |     |           |                    |     |
| Vencedor                          | Cod | Resultado | Perdedor           | Cod |
| Vladimir Stolnikov                | URS | PTS       | Edgar Basel        | EUA |
| Terence Spinks                    | GBR | PTS       | Samuel Harris      | PAK |
| Abel Laudonio                     | ARG | PTS       | Albert Ludick      | RSA |
| Segunda fase (26 de novembro)     |     |           |                    |     |
| Mircea Dobrescu                   | ROM | PTS       | Federico Bonus     | PHI |
| Ray Perez                         | USA | PTS       | Frantisek Majdloch | TCH |
| John Caldwell                     | IRL | PTS       | Yai Shwe           | BIR |
| Warner Batchelor                  | AUS | PTS       | Henryk Kukier      | POL |
| Kenji Yonekura                    | JPN | PTS       | Phachon Muangson   | THA |
| René Libeer                       | FRA | PTS       | Pyo Hyun-Ki        | KOR |
| Vladimir Stolnikov                | URS | PTS       | Salvatore Burruni  | ITA |
| Terence Spinks                    | GBR | PTS       | Abel Laudonio      | ARG |
| Quartas de final (28 de novembro) |     |           |                    |     |
| Mircea Dobrescu                   | ROM | PTS       | Ray Perez          | USA |
| John Caldwell                     | IRL | PTS       | Warner Batchelor   | AUS |
| René Libeer                       | FRA | PTS       | Kenji Yonekura     | JPN |
| Terence Spinks                    | GBR | PTS       | Vladimir Stolnikov | URS |
| Semifinal (30 de novembro)        |     |           |                    |     |
| Mircea Dobrescu                   | ROM | PTS       | John Caldwell      | IRL |
| Terence Spinks                    | GBR | PTS       | René Libeer        | FRA |
| Final (1 de dezembro)             |     |           |                    |     |
| Terence Spinks                    | GBR | PTS       | Mircea Dobrescu    | ROM |

## Peso galo (até 54 kg)
| Pos. | País                     | Atletas            |
| ---- | ------------------------ | ------------------ |
|      | Equipe Alemã Unida (EUA) | Wolfgang Behrendt  |
|      | Coreia do Sul (KOR)      | Song Soon-Chung    |
|      | Chile (CHI)              | Claudio Barrientos |
|      | Irlanda (IRL)            | Frederick Gilroy   |

| Primeira fase (23 de novembro)    |     |           |                     |     |
| Vencedor                          | Cod | Resultado | Perdedor            | Cod |
| Song Soon-Chung                   | KOR | PTS       | Alberto Adela       | PHI |
| Robert Bath                       | AUS | PTS       | Hemapala Jayasuriya | CEY |
| Segunda fase (26 de novembro)     |     |           |                     |     |
| Frederick Gilroy                  | IRL | KO 3R     | Boris Stiepanov     | URS |
| Mario Sitri                       | ITA | PTS       | Ahmad Rashid        | PAK |
| Owen Reilly                       | GBR | PTS       | Daniel Hellebuyck   | BEL |
| Wolfgang Behrendt                 | EUA | KO 2R     | Henrik Ottesen      | DEN |
| Claudio Barrientos                | CHI | PTS       | Zenon Stefaniuk     | POL |
| Éder Jofre                        | BRA | PTS       | Thein Myint         | BIR |
| Carmelo Tomaselli                 | ARG | PTS       | Vichai Limcharern   | THA |
| Song Soon-Chung                   | KOR | PTS       | Robert Bath         | AUS |
| Quartas de final (28 de novembro) |     |           |                     |     |
| Frederick Gilroy                  | IRL | PTS       | Mario Sitri         | ITA |
| Wolfgang Behrendt                 | EUA | PTS       | Owen Reilly         | GBR |
| Claudio Barrientos                | CHI | PTS       | Éder Jofre          | BRA |
| Song Soon-Chung                   | KOR | PTS       | Carmelo Tomaselli   | ARG |
| Semifinal (30 de novembro)        |     |           |                     |     |
| Wolfgang Behrendt                 | EUA | PTS       | Frederick Gilroy    | IRL |
| Song Soon-Chung                   | KOR | PTS       | Claudio Barrientos  | CHI |
| Final (1 de dezembro)             |     |           |                     |     |
| Wolfgang Behrendt                 | EUA | PTS       | Song Soon-Chung     | KOR |

## Peso pena (até 57 kg)
| Pos. | País                  | Atletas            |
| ---- | --------------------- | ------------------ |
|      | União Soviética (URS) | Vladimir Safronov  |
|      | Grã-Bretanha (GBR)    | Thomas Nicholls    |
|      | Polônia (POL)         | Henryk Niedzwiecki |
|      | Finlândia (FIN)       | Pentti Hämäläinen  |

| Primeira fase (23 de novembro)    |     |           |                      |     |
| Vencedor                          | Cod | Resultado | Perdedor             | Cod |
| Pentti Hämäläinen                 | FIN | TKO       | Martin Smyth         | IRL |
| Bernard Schröter                  | EUA | PTS       | Paulino Melendez     | PHI |
| Segunda fase (27 de novembro)     |     |           |                      |     |
| Henryk Niedzwiedzki               | POL | KO 3R     | Leonard Leisching    | RSA |
| Tristan Falfán                    | ARG | TKO 2R    | Maurice White        | PAK |
| Vladimir Safronov                 | URS | PTS       | Agostino Cossia      | ITA |
| Andre de Souza                    | FRA | PTS       | Nontasilp Thayansilp | THA |
| Shinetsu Suzuki                   | JPN | PTS       | Yai Chit             | BIR |
| Thomas Nicholls                   | GBR | PTS       | Noel Hazard          | AUS |
| Jan Zachara                       | TCH | PTS       | Dong Hun Chung       | KOR |
| Pentti Hämäläinen                 | FIN | PTS       | Bernard Schröter     | EUA |
| Quartas de final (29 de novembro) |     |           |                      |     |
| Henryk Niedzwiedzki               | POL | KO 1R     | Tristan Falfán       | ARG |
| Vladimir Safronov                 | URS | PTS       | Andre de Souza       | FRA |
| Thomas Nicholls                   | GBR | PTS       | Shinetsu Suzuki      | JPN |
| Pentti Hämäläinen                 | FIN | PTS       | Jan Zachara          | TCH |
| Semifinal (30 de novembro)        |     |           |                      |     |
| Vladimir Safronov                 | URS | PTS       | Henryk Niedzwiedzki  | POL |
| Thomas Nicholls                   | GBR | PTS       | Pentti Hämäläinen    | FIN |
| Final (1 de dezembro)             |     |           |                      |     |
| Vladimir Safronov                 | URS | PTS       | Thomas Nicholls      | GBR |

## Peso leve (até 60 kg)
| Pos. | País                     | Atletas           |
| ---- | ------------------------ | ----------------- |
|      | Grã-Bretanha (GBR)       | Richard McTaggart |
|      | Equipe Alemã Unida (EUA) | Harry Kurschat    |
|      | União Soviética (URS)    | Anatoly Lagetko   |
|      | Irlanda (IRL)            | Anthony Byrne     |

## Peso meio-médio-ligeiro (até 63,5 kg)
| Pos. | País                  | Atletas               |
| ---- | --------------------- | --------------------- |
|      | União Soviética (URS) | Vladimir Yengibaryan  |
|      | Itália (ITA)          | Franco Nenci          |
|      | Romênia (ROM)         | Constantin Dumitrescu |
|      | África do Sul (RSA)   | Henry Loubscher       |

## Peso meio-médio (até 67 kg)
| Pos. | País               | Atletas          |
| ---- | ------------------ | ---------------- |
|      | Romênia (ROM)      | Nicolae Linca    |
|      | Irlanda (IRL)      | Fred Tiedt       |
|      | Austrália (AUS)    | Kevin Hogarth    |
|      | Grã-Bretanha (GBR) | Nicholas Gargano |

## Peso super-médio (até 71 kg)
| Pos. | País                 | Atletas                |
| ---- | -------------------- | ---------------------- |
|      | Hungria (HUN)        | László Papp            |
|      | Estados Unidos (USA) | José Torres            |
|      | Grã-Bretanha (GBR)   | John McCormack         |
|      | Polônia (POL)        | Zbigniew Pietrzykowski |

## Peso médio (até 75 kg)
| Pos. | País                  | Atletas          |
| ---- | --------------------- | ---------------- |
|      | União Soviética (URS) | Gennadi Schatkov |
|      | Chile (CHI)           | Ramón Tapia      |
|      | França (FRA)          | Gilbert Chabron  |
|      | Argentina (ARG)       | Victor Zalazar   |

## Peso meio-pesado (até 81 kg)
| Pos. | País                  | Atletas             |
| ---- | --------------------- | ------------------- |
|      | Estados Unidos (USA)  | James Boyd          |
|      | Romênia (ROM)         | Gheorghe Negrea     |
|      | Chile (CHI)           | Carlos Lucas        |
|      | União Soviética (URS) | Romualdas Murauskas |

## Peso pesado (+ 81 kg)
| Pos. | País                  | Atletas         |
| ---- | --------------------- | --------------- |
|      | Estados Unidos (USA)  | Pete Rademacher |
|      | União Soviética (URS) | Lev Mukhine     |
|      | África do Sul (RSA)   | Daniel Bekker   |
|      | Itália (ITA)          | Giacomo Bozzano |

## Quadro de medalhas
| Ordem | País                   | Medalha de ouro | Medalha de prata | Medalha de bronze | Total |
| ----- | ---------------------- | --------------- | ---------------- | ----------------- | ----- |
| 1     | URS União Soviética    | 3               | 1                | 3                 | 7     |
| 2     | GBR Grã-Bretanha       | 2               | 1                | 1                 | 4     |
| 3     | USA Estados Unidos     | 2               | 1                | 0                 | 3     |
| 4     | ROM Romênia            | 1               | 2                | 1                 | 4     |
| 5     | EUA Equipe Alemã Unida | 1               | 1                | 0                 | 2     |
| 6     | HUN Hungria            | 1               | 0                | 0                 | 1     |
| 7     | IRL Irlanda            | 0               | 1                | 3                 | 4     |
| 8     | CHI Chile              | 0               | 1                | 2                 | 3     |
| 9     | ITA Itália             | 0               | 1                | 1                 | 2     |
| 10    | KOR Coreia do Sul      | 0               | 1                | 0                 | 1     |
| 11    | RSA África do Sul      | 0               | 0                | 2                 | 2     |
| 11    | FRA França             | 0               | 0                | 2                 | 2     |
| 11    | POL Polônia            | 0               | 0                | 2                 | 2     |
| 14    | ARG Argentina          | 0               | 0                | 1                 | 1     |
| 14    | AUS Austrália          | 0               | 0                | 1                 | 1     |
| 14    | FIN Finlândia          | 0               | 0                | 1                 | 1     |